# High South
High South ist eine US-amerikanische Country-Rock-Band aus Nashville. Sie wurde 2010 gegründet und steht bei Universal Music unter Vertrag.

## Bandgeschichte
Jamey Garner, der unter anderem schon für das Trans Siberian Orchestra tätig war und als Finalist von Nashville Star bekannt wurde, gründete 2010 die Band „South“ gegründet, der neben ihm noch Marc Copely (Songwriter für unter anderem Willie Nelson und Carole King), Kevin Campos (Musical- und Backgroundsänger unter anderem für Babyface und Lisa Tucker) und Dillon Dixon (Songwriter für unter anderem George Jones und Rodney Atkins). Der Name basierte darauf, das alle Bandmitglieder zunächst aus den Südstaaten stammten, bis Marc Copely aus New York in die Band kam. In Anspielung auf seine Herkunft aus dem im „hohen Norden“ liegenden New York nannte sich die Band dann in High South um. Die Band spielt einen Stil, den Bands wie The Eagles populär gemacht haben.
Entdeckt wurde High South als ein österreichischer Musikproduzent, der auch als A&R-Berater für Universal Music tätig war, Songmaterial für einen seiner Künstler suchte, stieß er auf einige Songs von South, die ihm gefielen, aber nicht passend für seine Künstler waren. Die Band wurde schließlich von Universal Music Europe unter Vertrag genommen. Das erste Album Now wurde in den Studios von Mark Knopfler in London und im Prime Studio in Mils/Tirol aufgenommen. Es erschien auch unter dem Titel Our Way Back Home. Mit dem Album erreichte die Band die Top 10 der österreichischen Albencharts.
2014 folgte das zweite, selbstbetitelte Album. Zwischenzeitlich war Marc Copely ausgestiegen und die Band auf ein Trio geschrumpft. Christian Knoll aus Österreich hatte das Management der Band übernommen. Nach der Veröffentlichung wurde Dillon Dixon durch Phoenix Mendoza ersetzt. Für Livekonzerte nahm die Band außerdem Unterstützung von Musikern wie Manu Stix und Sebastian Hödl. Das Album erreichte Platz 16 der österreichischen Charts.
Am 6. März 2020 erschien das Album Peace, Love & Harmony, das erste Album, das auch außerhalb von Europa erschien. Es erreichte Platz 47 der deutschen Charts.

## Diskografie
- 2013: Now (Universal Music, Decca Records; auch als Our Way Back Home veröffentlicht)
- 2014: High South (Universal Music)
- 2020: Peace, Love & Harmony (High South Records & Music Productions)
- 2023: Feel This Good (High South Records & Music Productions)